# Polska Federacja Stowarzyszeń Rodzin Katolickich
Polska Federacja Stowarzyszeń Rodzin Katolickich im. kard. Stefana Wyszyńskiego (PFSRK) – polska organizacja katolicka, założona w 1993 i skupiająca Stowarzyszenia Rodzin Katolickich, które powstawały od 1989 i były uznawane przez ordynariuszy w diecezjach. Federacja i zrzeszone w niej grupy deklarują działania na rzecz realizacji postanowień tzw. Karty Praw Rodziny, dokumentu ogłoszonego przez Stolicę Apostolską, tj. tworzenie warunków na rzecz rozwoju rodziny, promocji nauki Kościoła katolickiego w życiu rodzinnym, umacnianie instytucji małżeństwa. Według własnych szacunków stowarzyszenia zrzeszone w PFSRK liczyły w 2005 około 30 tys. osób. Na czele PFSRK stanął Kazimierz Kapera.
Federacja poza działalnością społeczną zajmowała się również działalnością polityczną. Organizacja ta stała się jednym z podmiotów współtworzących w 1996 Akcję Wyborczą Solidarność, a jej przewodniczący Kazimierz Kapera został jednym z liderów AWS. W wyborach w 1997 z ramienia AWS mandaty poselskie uzyskało około 15 osób rekomendowanych przez SRK (ponadto kilku kolejnych posłów rekomendowanych przez inne środowiska również należało do SRK), którzy później w większości przystąpili do Ruchu Społecznego AWS. W 2003 część działaczy PFSRK (m.in. Kazimierz Kapera, Jan Cimanowski) powołała partię o nazwie Rodzina-Ojczyzna, która nie podjęła większej działalności i została po paru latach wykreślona z ewidencji partii politycznych.